# Empire (Band)
Empire ist eine deutsch-britische Hard-Rock/Heavy-Metal-Band, die 2000 vom ehemaligen Majesty-Gitarristen Rolf Munkes ins Leben gerufen wurde.

## Bandgeschichte
Empire wurde 2000 von Rolf Munkes gegründet. Unterstützt wurde Munkes dabei vom Bassisten Neil Murray (ex-Whitesnake/Black Sabbath), Sänger Lance King (ex-Balance of Power) und Schlagzeuger Gerald Kloos. In dieser Formation nahm die Band 2001 ihr erstes Album Hypnotica auf. Das Album erschien über Lion Music.
2003 veröffentlichte Rolf Munkes mit Trading Souls ein weiteres Album, diesmal mit dem ehemaligen Black-Sabbath-Sänger Tony Martin. Auch Keyboarder Don Airey (unter anderem Deep Purple, ex-Ozzy Osbourne und ex-Gary Moore) trat für dieses Werk der Band bei. Wenige Monate vor Veröffentlichung schloss sich Munkes dem Metalprojekt Majesty an.
Als 2006 Rolf Munkes Majesty verließ, erschien das dritte Empire-Album The Raven Ride. Mit Ausnahme von Don Airey und dem neuen Drummer Andrè Hilgers (unter anderem Bonfire und Silent Force), war das Line-Up der Band identisch mit dem Trading-Souls-Line-Up. Ab diesem Album veröffentlichte die Band ihre Alben über Metal Heaven.
Für das 2007er Album Chasing Shadows holte sich Rolf Munkes noch einen neuen Sänger ins Boot – den früheren Rainbow-Frontmann Doogie White. Zusätzlich kam Mike Terrana als Schlagzeuger hinzu.
2017 wurden sämtliche Alben von Empire über das deutsche Independent-Label Pride & Joy Music neu aufgelegt.

## Musikstil
Musikalisch versucht Rolf Munkes mit Empire Musik in der Schnittmenge von Rainbow und Black Sabbath zu spielen.

## Diskografie
- 2001: Hypnotica (Lion Music)
- 2003: Trading Souls (Lion Music)
- 2006: The Raven Ride (Metal Heaven)
- 2007: Chasing Shadows (Metal Heaven)